# Engelse aanval
De Engelse aanval is in de opening van een schaakpartij een variant binnen de Najdorfvariant, die zelf een variant is binnen het Siciliaans. 
De Engelse aanval begint met de volgende zetten:
1.e4 c5 2.Pf3 d6 3.d4 cxd4 4.Pxd4 Pf6 5.Pc3 a6 6.Le3
Het spel kan verdergaan met 6. ... e5 7.Pb3 Le6 8.f3
Het idee is om met g4 een pionnenstorm te starten op de koningsvleugel.
Echter, nadat 8. ..., Le7 9.Dd2 0-0 10.0-0-0 a5! wat populairder werd, kreeg de variant een heel andere tendens. Wit zou veel te laat zijn met zijn aanval en ondervindt sindsdien moeite om de zwarte aanval op de damevleugel onder controle te krijgen.
8. ..., Pbd7 wordt ook nog vaak gespeeld, met redelijk succes, waarna er wederzijdse aanvallen op gang komen.
De zwartspeler kan ook kiezen voor de variant 'Anti-Engels': 1.e4 c5 2.Pf3 d6 3.d4 cxd4 4.Pxd4 Pf6 5.Pc3 a6 6.Le3 Pg4 7.Lg5 h6 8.Lh4 g5 9.Lg3 Lg7  
De opening kan ook tot een snelle remise voeren door herhaling van zetten:
1.e4 c5 2.Pf3 d6 3.d4 cxd4 4.Pxd4 Pf6 5.Pc3 a6 6.Le3 Pg4 7.Lc1 Pf6 8. Le3 Pg4 9.Lc1 Pf6 ½-½  